# People (Libianca)
People is een nummer van de Kameroens-Amerikaanse zangeres Libianca uit 2022.
Het nummer gaat over een depressie die Libianca gehad heeft. Ook benadrukt de zangeres dat ondanks dat mensen beweren je te kennen, ze dat in werkelijkheid niet doen, omdat er veel onbekende aspecten en lege ruimtes in iemands leven zijn waar ze zich niet van bewust zijn. De vrienden van Libianca merkten ook niets van haar depressie, en dat inspireerde haar voor dit nummer. "People" werd in diverse landen een hit, mede door een remix waarop ook Cian Ducrot te horen is, maar in de Amerikaanse Billboard Hot 100 was het nummer met een 80e positie echter niet heel succesvol. In de Nederlandse Top 40 werd het daarentegen juist een nummer 1-hit en één van de zomerhits van 2023.
In de Nederlandse Single Top 100 stond de single drie weken op de eerste plaats en bleek aan het eind van 2023 de bestverkochte en meest gedownloade single van het jaar te zijn.

## Tracklijst
Muziekdownload
1. "People" - 3:04